# Kescher

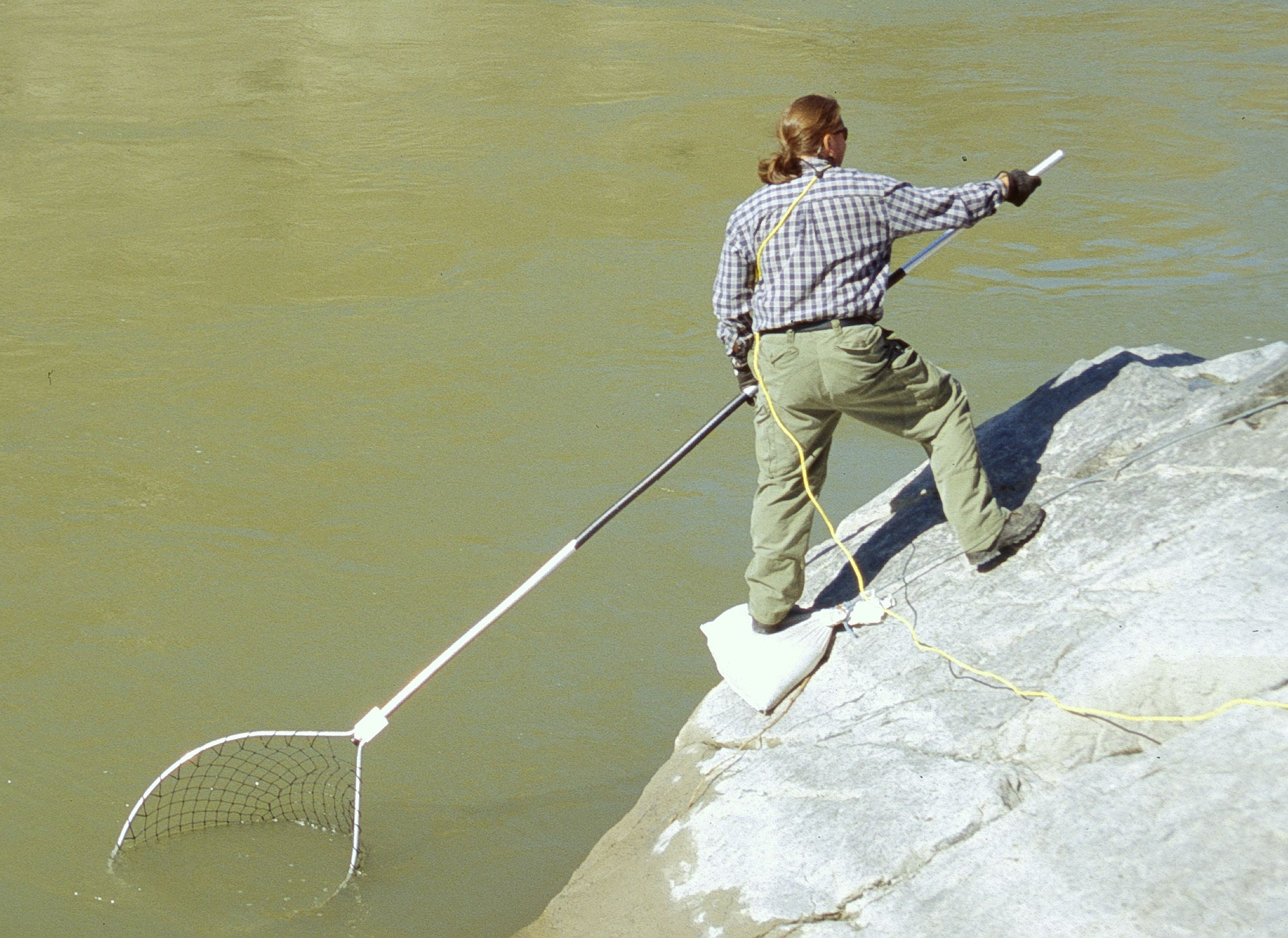
Fischer mit Kescher am Fraser River in Kanada

Kescher (alternative Schreibweise: Käscher; regional auch Ketscher oder Feumer) sind sackartige Netze, die oft an runden, zuweilen auch an eckigen Rahmen befestigt sind. Der Rahmen ist üblicherweise an einer Stange oder einem Handgriff montiert.

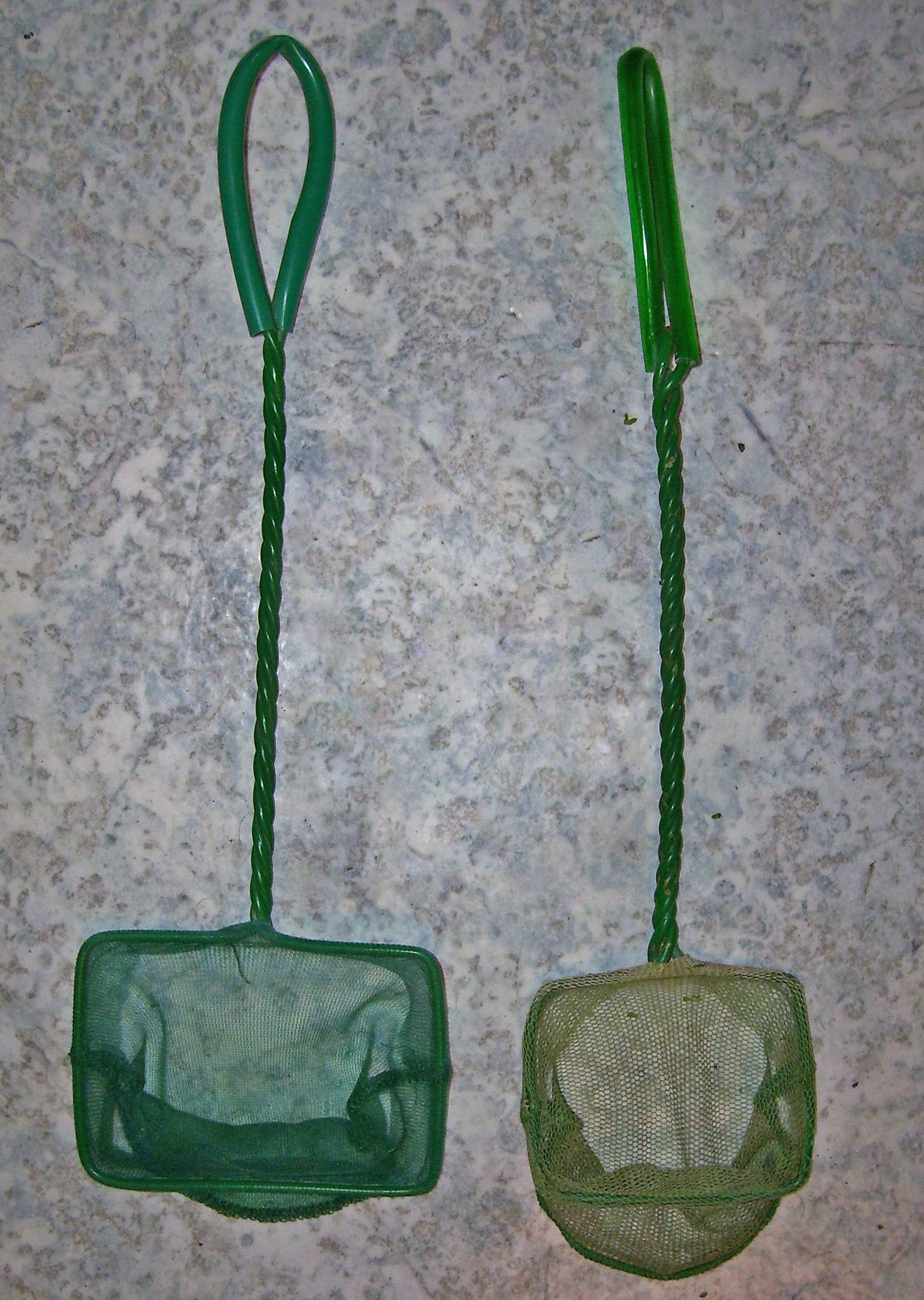
Aquarienkescher

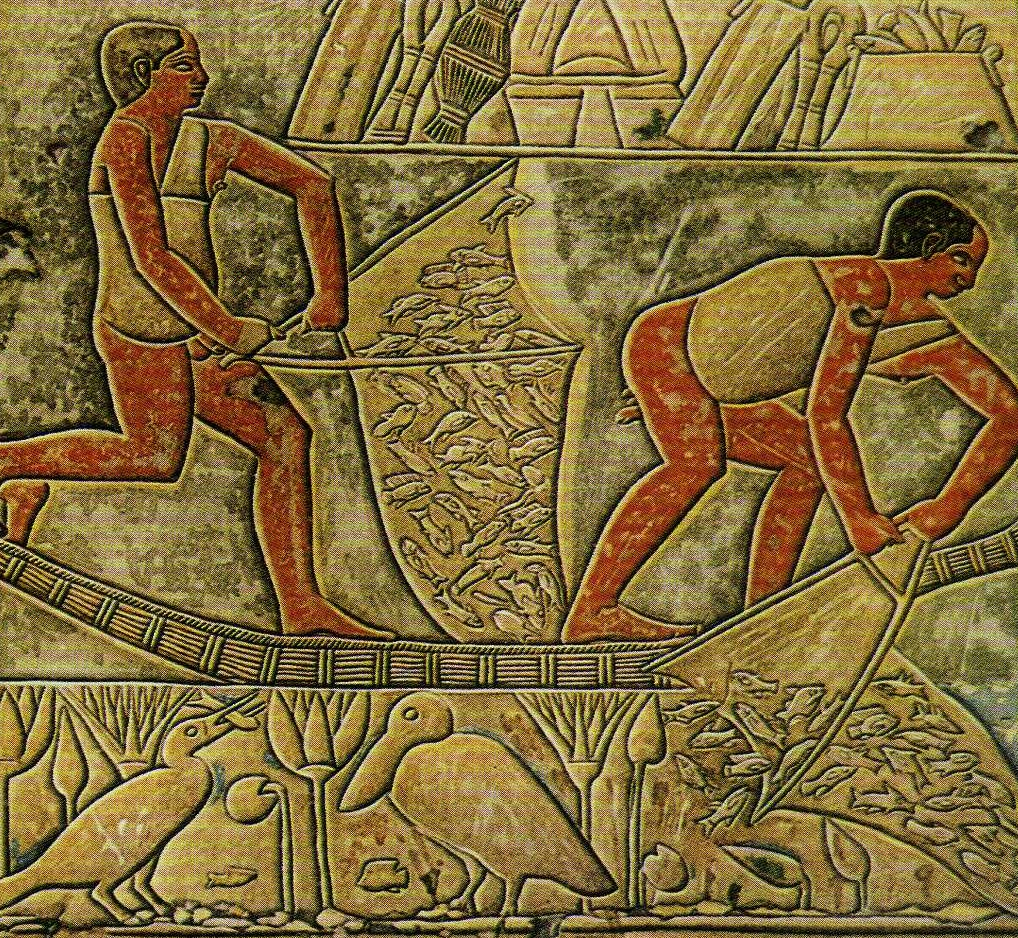
Kescher im Alten Ägypten

Kescher dienen z. B. der waidgerechten Entnahme von Fischen aus dem Gewässer, auch zur Entnahme von Fischen aus einem Aquarium.
Es gibt verschiedene Ausführungen, je nach Verwendungszweck und Fischart. Kescher, die in der Aquaristik Verwendung finden, sind im Vergleich zu Angelkeschern sehr klein und feinmaschig. Engmaschig gewebte Netze aus weichem Material eignen sich besonders für Fische mit empfindlichen Barteln, wie sie etwa für Welse typisch sind. Vorläufer der Kescher in der Aquaristik waren Fischfangglocken aus Glas. Im Griffstück der Glocke befand sich ein Loch, welches mit dem Daumen zugehalten wurde. Die Glocke wurde unter den Fisch geführt und das Loch freigegeben. Durch den Sog des Wassers wurde der Fisch in die Glocke gesaugt. 
Kescher werden auch verwendet, um fliegende Insekten, z. B. Schmetterlinge, einzufangen. Auch werden Kescher zur Fixierung von Kleintieren in Tierhaltungen (z. B. zoologischen Gärten) für medizinische Eingriffe und Maßnahmen genutzt.
Spezielle Kescher können für Kleinstlebewesen (Plankton, Krill, Flohkrebse etc.) vorgesehen werden.
Die Keschernetze bestehen meist aus Nylonmaterial in verschiedenen Maschenweiten.